# Den Wolken ein Stück näher (Film)
Den Wolken ein Stück näher ist eine deutsche Literaturverfilmung von Christian Steinke aus dem Jahr 1973. Der zweiteilige Fernsehfilm aus der DDR beruht auf dem Jugendbuch Den Wolken ein Stück näher von Günter Görlich, der auch am Drehbuch beteiligt war.

## Handlung
Teil 1: Klaus Herper zieht mit seinen Eltern aus dem beschaulichen Potsdam nach Berlin. Sein Vater will sich beruflich neu entwickeln, Klaus ist wenig erfreut über den Besuch einer neuen Schule mit neuen Schulkameraden. Gleich am ersten Tag stößt er mit Heinz Mateja zusammen, der der Klassenbeste ist und von allen geachtet wird. Auch mit Klassenlehrer Alfred Magnus scheint Heinz ein besonders vertrautes Verhältnis zu haben. Klaus hat es schwer in der Klasse. Erst beim Hochspringen im Sportunterricht, bei dem er sich als der beste erweist, kann er sich Respekt verschaffen. Lehrer Magnus lädt Klaus nach einigen Wochen zu sich nach Hause ein. Er bittet ihn, mit Heinz Freundschaft zu schließen. Dieser sei zwar der Klassenbeste und geachtet, doch habe er keine Freunde. Da Heinz zudem auch von seiner viel arbeitenden Mutter vernachlässigt wird, sieht es Lehrer Magnus als seine Aufgabe an, den Schüler in die richtige Bahn zu lenken. In Klaus hätte Heinz einen ebenbürtigen Schüler gefunden, den er als Freund akzeptieren könnte. Auch mit Heinz führt der Lehrer dieses Gespräch und tatsächlich freunden sich Klaus und Heinz an. Eine Klassenfahrt nach Hiddensee, bei der Klaus zusätzliche Verantwortung übernehmen darf, stärkt das Einigkeitsgefühl der Klasse und die Verbundenheit zum Klassenlehrer Magnus. Die Klasse ist gerade aus dem Landheim zurück nach Berlin gekehrt, als sie die Nachricht erreicht, dass Lehrer Magnus auf dem Schulhof plötzlich und unerwartet an einem Herzschlag verstorben ist.
Teil 2: Die Klasse 9 erhält mit Frau Morgenstern eine junge und unerfahrene Pädagogin als Klassenlehrerin, die bisher nur ein Jahr lang eine 5. Klasse unterrichtet hat. Vor allem Heinz stellt sich gegen Frau Morgenstern und unter seinem Einfluss wird die gesamte Klasse rebellisch. Zu politischen Demonstrationen erscheint nur die Hälfte der Schüler, der Notendurchschnitt der Klasse sinkt und die Disziplin während des Unterrichts ist schlecht. Als die Schüler erfahren, dass Frau Morgenstern alleinerziehende Mutter ist, wird sie anonym mit einem Tafelbild verspottet. Klaus bekommt Skrupel, doch zeigt sich Heinz unbeeindruckt. Er setzt alles daran, dass Frau Morgenstern als Klassenleiterin abgesetzt wird. Bald erkennt Klaus, dass Heinz das Tafelbild geschrieben hat. Er wendet sich von Heinz ab. Zusammen mit Mitschülerin Karin, in die Klaus schüchtern verliebt ist, entwickelt er einen Plan, wie die Klasse wieder zusammenfinden kann. Er geht zu den rebellischsten Schülern und stellt sie zur Rede, und auch Frau Morgenstern ist aktiv, die Schüler vom gemeinsamen Weg zu überzeugen. Am Ende erscheinen tatsächlich die meisten Schüler im neuen Patenbetrieb der Klasse. Klaus und Heinz wiederum versuchen, sich wieder zu vertragen. Gemeinsam besuchen sie die Witwe von Lehrer Magnus, die ihnen aus dem Tagebuch ihres Mannes vorliest: Wie er beide Schüler trotz ihrer Fehler schätzte und wie er alles versucht habe, dass beide Freunde werden. Euphorisch rennen Klaus und Heinz danach die Berliner Straßen entlang und sind miteinander versöhnt. Klaus läuft schließlich den Weg bis in den achten Stock seines Hochhauses und steht am Ende auf dem Balkon über der Stadt, den Wolken ein Stück näher.

## Produktion
Regisseur Steinke hatte vor Den Wolken ein Stück näher bereits andere Kinder- und Jugendfilme, darunter die gleichnamige Verfilmung des Jugendbuchs Egon und das achte Weltwunder, gedreht. In der Verfilmung des Jugendbuches von Günter Görlich, das nach dem Erscheinen für Diskussionen über die Lebenswelt der Jugendlichen gesorgt hatte, wurden die Schülerrollen mit Laiendarstellern besetzt. Sie wurden an Berliner Oberschulen gefunden: Es spielten Schüler der Wilhelm-Pieck-Oberschule Pankow (seit 2011 Rosa-Luxemburg-Gymnasium), der 2. Oberschule Pankow, der 14. Oberschule Prenzlauer Berg und der 5. Oberschule Lichtenberg mit. Hauptdarsteller Burkhard Völkel bewarb sich auf eine Zeitungsannonce und setzte sich unter mehreren Hundert Bewerbern um die Rolle des Klaus Herper durch.
Die Dreharbeiten fanden vor Ort in Berlin und auf Hiddensee statt. Der Film enthält keine Atelieraufnahmen. Die Filmmusik von Wolfram Heicking wurde von der Rockgruppe Panta Rhei eingespielt. Den Gesang übernahm Veronika Fischer.
Den Wolken ein Stück näher erlebte am 6. April (Teil 1) und am 8. April 1973 (Teil 2) auf DFF 1 seine Fernsehpremiere. Im Jahr 2011 erschien der Film im Rahmen der Reihe DDR TV-Archiv bei Icestorm auf DVD.